# Naturschutzgebiet Beversee
Das Naturschutzgebiet Beversee liegt auf dem Gebiet der Stadt Bergkamen im Kreis Unna in Nordrhein-Westfalen.

## Gebietsbeschreibung
Das etwa 100 ha große Gebiet, das im Jahr 1979 unter der Schlüsselnummer UN-002 unter Naturschutz gestellt wurde, umfasst den Beversee und erstreckt sich zwischen der Kernstadt Werne im Norden und der Kernstadt Bergkamen im Süden. Am nordwestlichen Rand des Gebietes fließt der Datteln-Hamm-Kanal, am östlichen Rand verläuft die B 233, nördlich fließt die Lippe. Der Beverbach fließt durch das Gebiet und speist den Beversee.

## Schutzziele und Maßnahmen
Schutzziel ist der Erhalt und die Förderung
- von Lebensgemeinschaften offener Wasserflächen und Verlandungszonen mit seltenen und gefährdeten Wasservögeln, naturnahem Fischbestand und den übrigen charakteristischen Tier- und Pflanzenarten; Kleingewässer sollen gesichert und optimiert werden
- der von einer extensiven Grünlandnutzung abhängigen Feucht- und Nasswiesenvegetation sowie von Hochstaudenfluren mit ihren spezifischen Pflanzen- und Tierarten.

## Pflanzenarten im NSG
Einige Pflanzenarten sind hier aufgeführt:
• Adlerfarn (Pteridium aquilinum (subsp. aquilinum))
• Alpen-Laichkraut (Potamogeton alpinus)
• Behaarte Segge (Carex hirta)
• Berg-Ahorn (Acer pseudoplatanus)
• Blaugrüne Binse (Juncus inflexus (subsp. inflexus))
• Breitblättriger Rohrkolben (Typha latifolia)
• Brombeere (Rubus sectio Rubus)
• Bruch-Weide (Salix fragilis)
• Dornfarn (Dryopteris carthusiana agg.)
• Draht-Schmiele (Deschampsia flexuosa)
• Dreinervige Nabelmiere (Möhringia trinervia)
• Echte Nelkenwurz (Geum urbanum)
• Echter Kreuzdorn (Rhamnus cathartica)
• Echtes Lungenkraut Sa. (Pulmonaria officinalis agg.)
• Echtes Mädesüß (Filipendula ulmaria (subsp. ulmaria))
• Eingriffeliger Weissdorn (Cratägus monogyna)
• Esche (Fraxinus excelsior (subsp. excelsior))
• Faulbaum (Frangula alnus (subsp. alnus))
• Flatter-Binse (Juncus effusus (subsp. effusus))
• Flattergras (Milium effusum)
• Fluss-Ampfer (Rumex hydrolapathum)
• Fraünfarn (Athyrium filix-femina)
• Frühlings-Hainsimse (Luzula pilosa)
• Gänse-Fingerkraut (Potentilla anserina)
• Gelbe Schwertlilie (Iris pseudacorus)
• Gelbe Teichrose (Nuphar lutea)
• Gemeine Waldsimse (Scirpus sylvaticus)
• Gemeiner Froschlöffel (Alisma plantago-aquatica)
• Gemeiner Froschlöffel Sa. (Alisma plantago-aquatica agg.)
• Gemeiner Gilbweiderich (Lysimachia vulgaris)
• Gewöhnliche Eberesche (Sorbus aucuparia)
• Gewöhnliche Wald-Engelwurz (Angelica sylvestris)
• Gewöhnlicher Glatthafer (Arrhenatherum elatius (subsp. elatius))
• Gewöhnliches Ruchgras (Anthoxanthum odoratum)
• Giersch (Aegopodium podagraria)
• Gift-Hahnenfuss (Ranunculus sceleratus (subsp. sceleratus))
• Glieder-Binse (Juncus articulatus (subsp. articulatus))
• Große Brennnessel (Urtica dioica)
• Große Sternmiere (Stellaria holostea)
• Großer Dornfarn (Dryopteris dilatata)
• Großes Hexenkraut (Circäa lutetiana)
• Gundermann (Glechoma hederacea)
• Hainbuche (Carpinus betulus)
• Haselnuss (Corylus avellana)
• Kleine Wasserlinse (Lemna minor)
• Kletten-Labkraut (Galium aparine)
• Kneul-Binse (Juncus conglomeratus)
• Knotige Braunwurz (Scrophularia nodosa)
• Kratzbeere (Rubus cäsius)
• Kriechender Günsel (Ajuga reptans)
• Kriechender Hahnenfuß (Ranunculus repens)
• Kuckucks-Lichtnelke (Lychnis flos-cuculi (subsp. flos-cuculi))
• Land-Reitgras (Calamagrostis epigejos)
• Maiglöckchen (Convallaria majalis)
• Moor-Birke (Betula pubescens)
• Ohr-Weide (Salix aurita)
• Pappel unbestimmt (Populus spec.)
• Pfeifengras Sa. (Molinia cärulea agg.)
• Pfennigkraut (Lysimachia nummularia)
• Rasen-Schmiele (Deschampsia cespitosa)
• Raues Hornblatt (Ceratophyllum demersum)
• Riesen-Schachtelhalm (Equisetum telmateia)
• Riesen-Schwingel (Festuca gigantea)
• Rohr-Glanzgras (Phalaris arundinacea (subsp. arundinacea))
• Rote Johannisbeere (Ribes rubrum)
• Rotes Straußgras (Agrostis capillaris)
• Salbei-Gamander (Teucrium scorodonia)
• Sand-Birke (Betula pendula)
• Sauerampfer (Rumex acetosa (subsp. acetosa))
• Scharfer Hahnenfuss (Ranunculus acris)
• Schlank-Segge (Carex acuta)
• Schwarz-Erle (Alnus glutinosa)
• Schwarzer Holunder (Sambucus nigra)
• Spitz-Wegerich (Plantago lanceolata)
• Stachelbeere (Ribes uva-crispa)
• Stiel-Eiche (Qürcus robur (subsp. robur))
• Sumpf-Helmkraut (Scutellaria galericulata)
• Sumpf-Hornklee (Lotus pedunculatus)
• Sumpf-Kratzdistel (Cirsium palustre)
• Sumpf-Schafgarbe (Achillea ptarmica agg.)
• Sumpf-Segge (Carex acutiformis)
• Sumpf-Ziest (Stachys palustris)
• Sumpffarn (Thelypteris palustris)
• Torfmoos unbestimmt (Sphagnum spec.)
• Ufer-Segge (Carex riparia)
• Ufer-Wolfstrapp (Lycopus europäus)
• Veilchen unbestimmt (Viola spec.)
• Wald-Geißblatt (Lonicera periclymenum)
• Wald-Kiefer (Pinus sylvestris)
• Wald-Saürklee (Oxalis acetosella)
• Wald-Segge (Carex sylvatica (subsp. sylvatica))
• Wald-Zwenke (Brachypodium sylvaticum (subsp. sylvaticum))
• Wasser-Minze (Mentha aquatica)
• Weiße Seerose (Nymphäa alba)
• Weißes Straußgras (Agrostis stolonifera agg.)
• Wiesen-Knäulgras (Dactylis glomerata)
• Wiesen-Flockenblume (Centaurea jacea)
• Wiesen-Fuchsschwanzgras (Alopecurus pratensis)
• Wiesen-Lieschgras (Phleum pratense)
• Wiesen-Margerite Sa. (Leucanthemum vulgare agg.)
• Wiesen-Schaumkraut (Cardamine pratensis var. pratensis)
• Winkel-Segge (Carex remota)
• Wolliges Honiggras (Holcus lanatus)
• Zarte Binse (Juncus tenuis)
• Zaun-Wicke (Vicia sepium)
• Zweiblättrige Schattenblume (Maianthemum bifolium)
• Zweigriffliger Weißdorn (Cratägus lävigata)
• Zweizeilige Segge (Carex disticha)

## Tierarten im NSG
Einige Tierarten sind hier aufgeführt:
• Anodonta spec. (Anodonta spec.)
• Beutelmeise (Remiz pendulinus)
• Blässgans (Anser albifrons)
• Eisvogel (Alcedo atthis)
• Erdkröte (Bufo bufo)
• Flussregenpfeifer (Charadrius dubius)
• Gänsesäger (Mergus merganser)
• Gartenrotschwanz (Phönicurus phönicurus)
• Grasfrosch (Rana temporaria)
• Großer Abendsegler (Nyctalus noctula)
• Habicht (Accipiter gentilis)
• Haubentaucher (Podiceps cristatus)
• Kammmolch (Triturus cristatus)
• Kleinspecht (Dryobates minor)
• Knäkente (Anas qürqüdula)
• Krickente (Anas crecca)
• Löffelente (Anas clypeata)
• Mittelspecht (Dendrocopos medius)
• Nachtigall (Luscinia megarhynchos)
• Waldsaatgans (Anser fabalis)
• Schwarzspecht (Dryocopus martius)
• Spießente (Anas acuta)
• Tafelente (Aythya ferina)
• Teichrohrsänger (Acrocephalus scirpaceus)
• Trauerschnäpper (Ficedula hypoleuca)
• Waldschnepfe (Scolopax rusticola)
• Waldwasserläufer (Tringa ochropus)
• Wanderfalke (Falco peregrinus)
• Wasserfledermaus (Myotis daubentonii)
• Wasserralle (Rallus aquaticus)
• Wespenbussard (Pernis apivorus)
• Zwergsäger (Mergellus albellus)
• Zwergtaucher (Tachybaptus ruficollis)